# The Videos 2
The Videos 2 là băng VHS của ca sĩ nhạc pop người Úc Kylie Minogue. Tuyển tập video âm nhạc này đã được phát hành vào tháng 11 năm 1989 tại Anh, Úc và Nhật Bản.

## Danh sách ca khúc
1. "It's No Secret" (Video)
2. "Hand on Your Heart" (Bản Video khác)
3. "Wouldn't Change a Thing" (Video)
4. "Never Too Late" (Video)

## Định dạng
Dưới đây là những định dạng chính của The Videos 2.
| Định dạng          | Quốc gia | Mã hàng | Hãng đĩa |
| ------------------ | -------- | ------- | -------- |
| UK VHS             | Anh      | VHF9    | PWL      |
| Japanese Laserdisc | Nhật Bản | ALLB-1  | PWL      |
| Japanese VHS       | Nhật Bản | ALVB-1  | PWL      |
| OZ VHS             | Úc       | V81111  | Mushroom |